# 马泽伊
马泽伊（法語：Mazeuil，法語發音：[mazœj]）是法国新阿基坦大区维埃纳省的一个市镇，属于沙泰勒罗区。

## 地理
马泽伊（46°47'14"N, 0°5'2"E）面积13.63 平方千米，位于法国新阿基坦大区维埃纳省，该省份为法国中西部省份，北起曼恩-卢瓦尔省和安德尔-卢瓦尔省，西接德塞夫勒省，南至夏朗德省，东南接上维埃纳省，东临安德尔省。
与马泽伊接壤的市镇（或旧市镇、城区）包括：圣让德索沃、舒普、克朗、屈翁、拉格里莫迪耶尔。

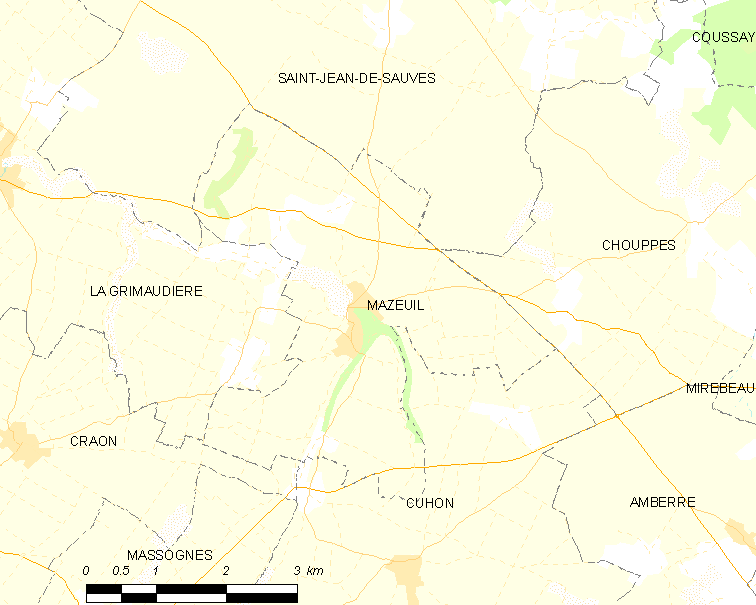
马泽伊的OSM定位图

马泽伊的时区为UTC+01:00、UTC+02:00（夏令时）。

## 行政
马泽伊的邮政编码为86110，INSEE市镇编码为86154。

## 政治
马泽伊所属的省级选区为卢丹县。

## 人口

1962-2008年间马泽伊人口变化图示

马泽伊于2022年1月1日时的人口数量为245人。